# Pterygoneurum subsessile
Pterygoneurum subsessile là một loài Rêu trong họ Pottiaceae. Loài này được (Brid.) Jur. miêu tả khoa học đầu tiên năm 1882.